# 大道寺盛昌
大道寺 盛昌（日语：だいどうじ もりまさ、1495年（明应4年）—1556年（弘治2年）），战国时代武将，后北条氏家臣。

## 生平
父・大道寺重时（发专）是与北条早云（伊势盛时）一同前往骏河的御由绪六家之一。被认为是大道寺政繁的父亲、祖父或者曽祖父，甚至也有说政繁的父亲是重时的说法，不一而定。甚至还有说法认为跟早云前往骏河的其实是盛昌。称藏人、骏河守。
盛昌是早云（盛時）的侄子（严格来说是早云从兄弟的儿子），据说因为擅长处理内政而被重用。名字中的｢盛｣推测领受自盛时的偏讳。盛时（早云）去世以后继续出仕北条氏纲。在此期间的功绩包括：担任营造总奉行，和笠原信为一同修复了鹤冈八幡宫的社殿（原社殿在北条氏・里见义丰的鹤冈八幡宫之战中被烧毁）；担任北条为昌（北条氏纲次男）的乌帽子亲，并给予其「昌」字的偏讳。为昌就任玉绳城主以后担任其后见，并兼任镰仓的代官（玉绳城就位于镰仓）。
氏纲把家主传给北条氏康以后，盛昌在河越夜战中与扇谷上杉氏的上杉朝定奋战，取得战功，战后担任河越城城代。天文19年（1550年）闰5月向镰仓净智寺捐献寺领的文件是最后一次见到盛昌名字的史料。据说某年7月12日去世，享年62岁。家业由嫡男周胜（重兴）继承。